# Eressa vespina
Eressa vespina là một loài bướm đêm thuộc phân họ Arctiinae, họ Erebidae.